# Byron Black
Byron Black (Salisbury, 6 oktober 1969) is een voormalig professioneel tennisspeler uit Zimbabwe. Hij won in zijn carrière twee ATP-toernooien in het enkelspel en tweeëntwintig in het dubbelspel, waaronder Roland Garros in 1994. Verder stond Black in de dubbelspelfinales van de Australian Open in 1994 en 2001 en op Wimbledon in 1996. Op 14 februari 1994 bereikte Black de nummer één-positie op de ATP-dubbelranking.
Blacks zus Cara en zijn broer Wayne waren ook actief op de ATP-tour. Eén dubbelspeltitel won hij samen met zijn broer. Jonathan Stark was acht keer en daarmee het vaakst zijn partner tijdens het winnen van dubbeltitels. Samen met hem was hij ook zes keer verliezend finalist van een ATP-toernooi. Black won in 1999 op het ATP-toernooi van Londen in de eerste ronde met 6-3 en 6-0 van Roger Federer, de enige maal dat de Zwitser in zijn carrière in actie zou komen op het Londense grastoernooi van Queen's. 
Black speelde voor zijn profcarrière college-tennis in de Verenigde Staten voor de University of Southern California.

## Palmares

### Enkelspel
| Legenda                       | Legenda               |
| ----------------------------- | --------------------- |
| Grand Slam                    |                       |
| Olympische Spelen             |                       |
| tot 2009                      | vanaf 2009            |
| Tennis Masters Cup            | ATP Finals            |
| ATP Masters Series            | ATP Tour Masters 1000 |
| ATP International Series Gold | ATP Tour 500          |
| ATP International Series      | ATP Tour 250          |

| Nr.              | Datum            | Toernooi       | Ondergrond    | Tegenstander in finale | Score            | Details |
| ---------------- | ---------------- | -------------- | ------------- | ---------------------- | ---------------- | ------- |
| Gewonnen finales |                  |                |               |                        |                  |         |
| 1.               | 28 april 1996    | ATP Seoul      | Hardcourt     | Martin Damm            | 7-6(3), 6-3      | Details |
| 2.               | 11 april 1999    | ATP Chennai    | Hardcourt     | Rainer Schüttler       | 6-4, 1-6, 6-3    | Details |
| Verloren finales |                  |                |               |                        |                  |         |
| 1.               | 7 januari 1996   | ATP Adelaide   | Hardcourt     | Jevgeni Kafelnikov     | 6-7(0), 6-3, 1-6 | Details |
| 2.               | 14 april 1996    | ATP New Delhi  | Hardcourt     | Thomas Enqvist         | 2-6, 6-7(3)      | Details |
| 3.               | 12 april 1998    | ATP Hong Kong  | Hardcourt     | Kenneth Carlsen        | 2-6, 0-6         | Details |
| 4.               | 19 april 1998    | ATP Tokio      | Hardcourt     | Andrei Pavel           | 3-6, 4-6         | Details |
| 5.               | 21 juni 1998     | ATP Nottingham | Gras          | Jonas Björkman         | 3-6, 2-6         | Details |
| 6.               | 14 november 1999 | ATP Moskou     | Tapijt (i)    | Jevgeni Kafelnikov     | 6-7(2), 4-6      | Details |
| 7.               | 20 februari 2000 | ATP Memphis    | Hardcourt (i) | Magnus Larsson         | 2-6, 6-1, 3-6    | Details |
| 8.               | 25 juni 2000     | Nottingham     | Gras          | Sébastien Grosjean     | 6-7(7), 3-6      | Details |

### Dubbelspel
| Nr.                           | Datum             | Toernooi             | Ondergrond    | Partner          | Tegenstanders in finale             | Score               | Details |
| ----------------------------- | ----------------- | -------------------- | ------------- | ---------------- | ----------------------------------- | ------------------- | ------- |
| Gewonnen finales heren dubbel |                   |                      |               |                  |                                     |                     |         |
| 1.                            | 5 april 1993      | ATP Durban           | Hardcourt     | Lan Bale         | Johan De Beer Marcos Ondruska       | 7-6, 6-2            | Details |
| 2.                            | 26 juli 1993      | ATP Washington       | Hardcourt     | Rick Leach       | Grant Connell Patrick Galbraith     | 6-4, 7-5            | Details |
| 3.                            | 3 oktober 1993    | ATP Bazel            | Hardcourt (i) | Jonathan Stark   | Brad Pearce Dave Randall            | 3-6, 7-5, 6-3       | Details |
| 4.                            | 10 oktober 1993   | ATP Toulouse         | Hardcourt (i) | Jonathan Stark   | David Prinosil Udo Riglewski        | 7-5, 7-6            | Details |
| 5.                            | 25 oktober 1993   | ATP Wenen            | Tapijt (i)    | Jonathan Stark   | Mike Bauer David Prinosil           | 6-3, 7-6            | Details |
| 6.                            | 7 november 1993   | ATP Paris            | Tapijt (i)    | Jonathan Stark   | Tom Nijssen Cyril Suk               | 7-6, 6-4            | Details |
| 7.                            | 14 februari 1994  | ATP Memphis          | Hardcourt (i) | Jonathan Stark   | Jim Grabb Jared Palmer              | 6-2, 6-4            | Details |
| 8.                            | 6 juni 1994       | Roland Garros        | Gravel        | Jonathan Stark   | Jan Apell Jonas Björkman            | 6-4, 7-6(5)         | Details |
| 9.                            | 1 augustus 1994   | ATP Toronto          | Hardcourt     | Jonathan Stark   | Patrick McEnroe Jared Palmer        | 7-6, 7-6            | Details |
| 10.                           | 28 mei 1995       | ATP Bologna          | Gravel        | Jonathan Stark   | Libor Pimek Vincent Spadea          | 7–5, 6–3            | Details |
| 11.                           | 12 november 1995  | ATP Moskou           | Tapijt (i)    | Jared Palmer     | Tommy Ho Brett Steven               | 6–4, 3–6, 6–3       | Details |
| 12.                           | 18 februari 1996  | ATP Dubai            | Hardcourt     | Grant Connell    | Karel Nováček Jiří Novák            | 6–0, 6–1            | Details |
| 13.                           | 20 mei 1996       | ATP Rome             | Gravel        | Grant Connell    | Libor Pimek Byron Talbot            | 6–2, 6–3            | Details |
| 14.                           | 23 juni 1996      | ATP Halle            | Gras          | Grant Connell    | Jevgeni Kafelnikov Daniel Vacek     | 6–1, 7–5            |         |
| 15.                           | 18 augustus 1996  | ATP New Haven        | Hardcourt     | Grant Connell    | Jonas Björkman Nicklas Kulti        | 6–4, 6–4            | Details |
| 16.                           | 12 april 1998     | ATP Hong Kong        | Hardcourt     | Alex O'Brien     | Neville Godwin Tuomas Ketola        | 7–5, 6–1            | Details |
| 17.                           | 2 augustus 1999   | ATP Los Angeles      | Hardcourt     | Wayne Ferreira   | Goran Ivanišević Brian MacPhie      | 6–2, 7–6(4)         | Details |
| 18.                           | 16 augustus 1999  | ATP Cincinnati       | Hardcourt     | Jonas Björkman   | Todd Woodbridge Mark Woodforde      | 6–3, 7–6(6)         | Details |
| 19.                           | 31 oktober 1999   | ATP Stuttgart Indoor | Hardcourt (i) | Jonas Björkman   | David Adams John-Laffnie de Jager   | 6-7(6), 7-6(2), 6-0 | Details |
| 20.                           | 27 februari 2000  | ATP Mexico-Stad      | Gravel        | Donald Johnson   | Gastón Etlis Martín Rodríguez       | 6–3, 7–5            | Details |
| 21.                           | 7 januari 2001    | ATP Chennai          | Hardcourt     | Wayne Black      | Barry Cowan Mosé Navarra            | 6–4, 6–3            | Details |
| 22.                           | 23 september 2001 | ATP Shanghai         | Hardcourt     | Thomas Shimada   | John-Laffnie de Jager Robbie Koenig | 6–2, 3–6, 7–5       |         |
| Verloren finales heren dubbel |                   |                      |               |                  |                                     |                     |         |
| 1.                            | 19 april 1992     | ATP Hong Kong        | Hardcourt     | Byron Talbot     | Brad Gilbert Jim Grabb              | 6–2, 6–1            | Details |
| 2.                            | 11 juli 1993      | ATP Newport          | Gras          | Jim Pugh         | Javier Frana Christo van Rensburg   | 4–6, 6–1, 7–6       | Details |
| 3.                            | 29 augustus 1993  | ATP Schenectady      | Hardcourt     | Brett Steven     | Bernd Karbacher Andrej Olchovski    | 2–6, 7–6, 6–1       | Details |
| 4.                            | 9 januari 1994    | ATP Adelaide         | Hardcourt     | David Adams      | Mark Kratzmann Andrew Kratzmann     | 6–4, 6–3            | Details |
| 5.                            | 29 januari 1994   | Australian Open      | Hardcourt     | Jonathan Stark   | Jacco Eltingh Paul Haarhuis         | 6–7, 6–3, 6–4, 6–3  | Details |
| 6.                            | 6 februari 1994   | ATP San Jose         | Hardcourt (i) | Jonathan Stark   | Rick Leach Jared Palmer             | 4–6, 6–4, 6–4       | Details |
| 7.                            | 6 maart 1994      | ATP Indian Wells     | Hardcourt     | Jonathan Stark   | Grant Connell Patrick Galbraith     | 5-7, 3-6            | Details |
| 8.                            | 9 oktober 1994    | ATP Sydney Indoor    | Hardcourt (i) | Jonathan Stark   | Jacco Eltingh Paul Haarhuis         | 6–4, 7–6            | Details |
| 9.                            | 17 oktober 1994   | ATP Tokyo Indoor     | Hardcourt     | Jonathan Stark   | Grant Connell Patrick Galbraith     | 6–3, 3–6, 6–4       | Details |
| 10.                           | 6 november 1994   | ATP Paris            | Tapijt (i)    | Jonathan Stark   | Jacco Eltingh Paul Haarhuis         | 6-3, 6-7, 5-7       | Details |
| 11.                           | 8 januari 1995    | ATP Adelaide         | Hardcourt     | Grant Connell    | Jim Courier Patrick Rafter          | 7–6, 6–4            | Details |
| 12.                           | 14 mei 1995       | ATP Hamburg          | Gravel        | Andrej Olchovski | Wayne Ferreira Jevgeni Kafelnikov   | 6–1, 7–6            | Details |
| 13.                           | 3 maart 1996      | ATP Philadelphia     | Tapijt (i)    | Grant Connell    | Todd Woodbridge Mark Woodforde      | 7–6, 6–2            | Details |
| 14.                           | 14 april 1996     | ATP New Delhi        | Hardcourt     | Sandon Stolle    | Jonas Björkman Nicklas Kulti        | 4–6, 6–4, 6–4       | Details |
| 15.                           | 6 juli 1996       | Wimbledon            | Gras          | Grant Connell    | Todd Woodbridge Mark Woodforde      | 4–6, 6–1, 6–3, 6–2  | Details |
| 16.                           | 19 mei 1997       | ATP Rome             | Gravel        | Alex O'Brien     | Mark Knowles Daniel Nestor          | 6–3, 4–6, 7–5       | Details |
| 17.                           | 1 maart 1999      | ATP London Indoor    | Tapijt (i)    | Wayne Ferreira   | Tim Henman Greg Rusedski            | 3-6, 6-7(6)         | Details |
| 18.                           | 9 augustus 1999   | ATP Montreal         | Hardcourt     | Wayne Ferreira   | Jonas Björkman Patrick Rafter       | 6-7(5), 4-6         | Details |
| 19.                           | 26 januari 2001   | Australian Open      | Hardcourt     | David Prinosil   | Jonas Björkman Todd Woodbridge      | 6–1, 5–7, 6–4, 6–4  | Details |

## Prestatietabel
| Legenda | Legenda                          |
| ------- | -------------------------------- |
| g.t.    | geen toernooi gehouden           |
| l.c.    | lagere categorie                 |
| –       | niet deelgenomen                 |
| G       | uitgeschakeld in de groepsfase   |
| 1R      | uitgeschakeld in de eerste ronde |
| 2R      | uitgeschakeld in de tweede ronde |
| 3R      | uitgeschakeld in de derde ronde  |
| 4R      | uitgeschakeld in de vierde ronde |
| KF      | uitgeschakeld in de kwartfinale  |
| HF      | uitgeschakeld in de halve finale |
| F       | de finale verloren               |
| W       | het toernooi gewonnen            |
| w-v     | winst/verlies-balans             |

### Prestatietabel grand slam, enkelspel
| Toernooi        | 1992 | 1993 | 1994 | 1995 | 1996 | 1997 | 1998 | 1999 | 2000 | 2001 | 2002 |
| --------------- | ---- | ---- | ---- | ---- | ---- | ---- | ---- | ---- | ---- | ---- | ---- |
| Australian Open | –    | 3R   | 1R   | 1R   | 2R   | 1R   | 4R   | 2R   | 1R   | 1R   | 2R   |
| Roland Garros   | –    | –    | 1R   | 2R   | 1R   | 2R   | 2R   | 3R   | 1R   | 1R   | –    |
| Wimbledon       | –    | 3R   | 1R   | 2R   | 2R   | 3R   | 3R   | 1R   | KF   | 2R   | –    |
| US Open         | 1R   | 3R   | 3R   | KF   | 1R   | 1R   | 3R   | 1R   | 2R   | –    | –    |

### Prestatietabel grand slam, dubbelspel
| Toernooi        | 1989 | 1990 | 1991 | 1992 | 1993 | 1994 | 1995 | 1996 | 1997 | 1998 | 1999 | 2000 | 2001 | 2002 |
| --------------- | ---- | ---- | ---- | ---- | ---- | ---- | ---- | ---- | ---- | ---- | ---- | ---- | ---- | ---- |
| Australian Open | –    | –    | –    | 2R   | 1R   | F    | 1R   | 2R   | 3R   | 1R   | 2R   | 2R   | F    | 3R   |
| Roland Garros   | –    | –    | –    | 1R   | 1R   | W    | 2R   | 2R   | 1R   | 1R   | 2R   | 2R   | 1R   | 3R   |
| Wimbledon       | –    | –    | 2R   | 1R   | KF   | 3R   | 3R   | F    | 2R   | 1R   | 1R   | 3R   | 1R   | 2R   |
| US Open         | 2R   | –    | –    | 1R   | 2R   | 3R   | KF   | 1R   | 1R   | 3R   | HF   | 1R   | 2R   | –    |